# Shigeki Tsujimoto
Shigeki Tsujimoto (辻本 茂輝?, Tsujimoto Shigeki; Prefettura di Osaka, 23 giugno 1979) è un ex calciatore giapponese, di ruolo difensore.